# Scirpus georgianus
Scirpus georgianus är en halvgräsart som beskrevs av Roland McMillan Harper. Scirpus georgianus ingår i släktet skogssävssläktet, och familjen halvgräs. Inga underarter finns listade i Catalogue of Life.